# Malente (musiker)
Christoph Göttsch, bedre kendt som Malente er en techno-pruducer fra Tyskland.